# 茶色パン

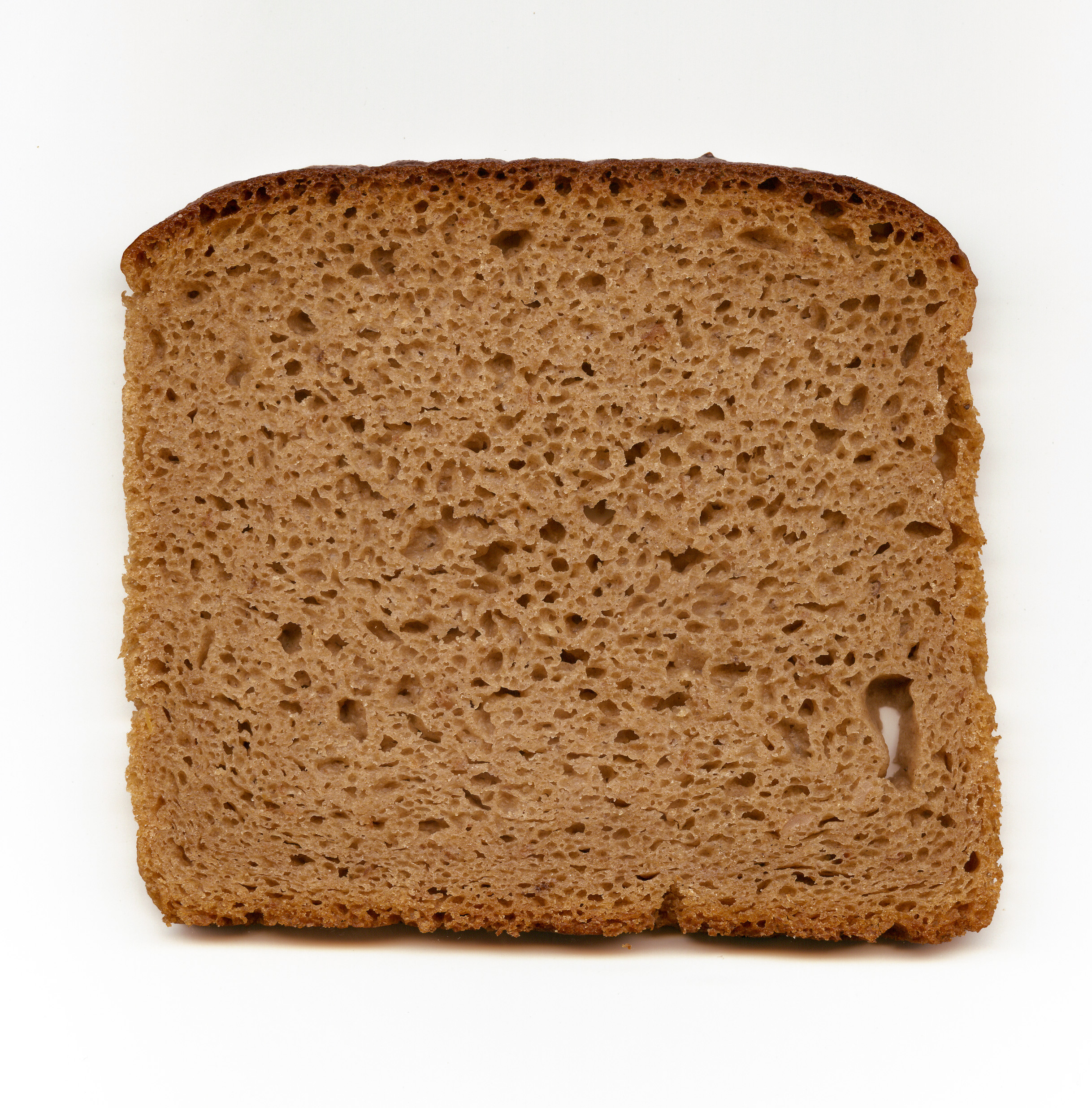
茶色パン

茶色パン（ちゃいろパン）はブラウン・ブレッド（英語: brown bread）ともいい、全粒粉を使ったり混ぜたりして茶色に見えるパンをいう。また、白パン（精製後の小麦粉を使用）・黒パン（ライ麦粉を使用）に対して使われることもある。

## 概要
茶色パンはかなりの量の全粒粉（通常は小麦の全粒粉）、そして時には糖蜜やコーヒーなどの暗い色の成分で作られたパンのことである。
イギリス、カナダ、南アフリカでは、単に全粒粉パンまたは全粒小麦パンを指し、カナダ沿海州と米国ニューイングランドでは、糖蜜を入れて作られたパンを意味する。また、米国の一部の地域では、茶色パンは白パンとは対照的に、単に「小麦パン（英語: Wheat bread）」と呼ばれている。

## 歴史
アイルランドでは飢饉の間、1848年以前には茶色パンが貧しい人々に配られた。イギリスでは、茶色パンは雑穀から作られていた。1845年頃とそれ以前は、雑穀の食事はあまり望ましくない穀物製品と見なされ、それに応じて価格が設定されていた。しかし、1865年までに、ふすまの健康上の利点が発見されたため、雑穀のロンドン価格は、しばしば上質な小麦粉の価格よりも高くなった。第二次世界大戦期のイギリスでは、代用食として茶色パンに似たナショナル・ローフが導入された。